# Callianthe jujuiensis
Callianthe jujuiensis är en malvaväxtart som först beskrevs av Emil Hassler, och fick sitt nu gällande namn av Donnell. Callianthe jujuiensis ingår i släktet Callianthe och familjen malvaväxter. Inga underarter finns listade i Catalogue of Life.